# Disk At Once
|  | No s'ha de confondre amb Disseny assistit per ordinador. |

 Disk At Once  o també  DAO  per les seves sigles en anglès, és una mode de gravació de mitjans en ordinador en el qual el làser escriu les dades d'una sola vegada, és a dir, un cop comença a gravar, el làser no s'aturarà fins que hagi finalitzat el disc. Aquest mètode és diferent al conegut com a Track At Once, o TAO, en el qual el làser, grava una pista cada vegada, atura l'escriptura i l'activa de nou en la següent pista.
Un dels possibles usos de la tècnica DAO, és la capacitat d'escriure o no escriure dades en les zones de silenci
entre pistes. Per exemple, podem posar una introducció abans de cada pista.
DAO permet gravar una pista oculta, aquesta pista, només es pot accedir rebobinant des de la primera pista, cap a
enrere.
A més la mode DAO, és l'única mode de poder gravar dades en els canals de lectura i escriptura sense utilitzar. D'aquesta mode, pot escriure en aquestes pistes dades avançats com, CD+G i CD-Text.